# Neoephemera compressa
Neoephemera compressa är en dagsländeart som beskrevs av Berner 1956. Neoephemera compressa ingår i släktet Neoephemera och familjen Neoephemeridae. Inga underarter finns listade i Catalogue of Life.